# Бараново (Челябинская область)
Бараново — упразднённая деревня в Увельском районе Челябинской области России. На момент упразднения входила в Рождественский сельсовет. Исключена из учётных данных в 1985 году.

## География
Располагалась севернее озера Синее, у дороги местного значения Рождественка — Мордвиновка, на расстоянии 5 км к юго-востоку от деревни Родионово.

## История
До 1916 года входила в состав Андреевской волости Троицкого уезда Оренбургской губернии. По данным на 1926 год хутор Барановский состоял из 30 хозяйств. В административном отношении входил в состав Рождественского сельсовета Увельского района Троицкого округа Уральской области.
В 1970—1980-е годы в деревне располагалась бригада 3-го отделения совхоза «Рождественский».
Исключена из учётных данных Постановлением Челябинской облдумы от 30.12.1985 № 573.

## Население
| 1926 | 1970 | 1977 | 1983 |
| ---- | ---- | ---- | ---- |
| 169  | ↘121 | ↘54  | ↘16  |

По данным переписи 1926 года на хуторе проживали русские (100% населения).